# Odder Sogn
 For alternative betydninger, se Odder. (Se også artikler, som begynder med Odder)
Odder Sogn er et sogn i Odder Provsti (Århus Stift)
I 1800-tallet var Odder Sogn et selvstændigt pastorat. Det hørte til Hads Herred i Aarhus Amt. Odder sognekommune blev ved kommunalreformen i 1970 kernen i Odder Kommune.
I Odder Sogn ligger Odder Kirke.

## Stednavne
I Odder Sogn findes følgende autoriserede stednavne:
- Balle-Fensholt (bebyggelse)
- Balle-Findal (bebyggelse)
- Balle (bebyggelse, ejerlav)
- Egholm (bebyggelse)
- Fillerup (bebyggelse, ejerlav)
- Findal (areal)
- Frederikshald (bebyggelse)
- Gelstrup (bebyggelse)
- Morsholt (bebyggelse, ejerlav)
- Odder (bebyggelse, ejerlav)
- Ondrup (bebyggelse, ejerlav)
- Parkvej (station)
- Rathlousdal (ejerlav, landbrugsejendom)
- Rodsteenseje (ejerlav, landbrugsejendom)
- Rold (bebyggelse)
- Rude Havvej (station)
- Sander (bebyggelse)
- Snærild (bebyggelse, ejerlav)
- Studshoved (bebyggelse)
- Svorbæk (bebyggelse, ejerlav)
- Tvenstrup (bebyggelse, ejerlav)
- Tvenstrup Bjerge (bebyggelse)
- Tvenstrup Mark (bebyggelse)
- Ulvskov (areal, bebyggelse)
- Vejlskov (areal)
- Østermark (bebyggelse)
- Østervangen (bebyggelse)

## Historie
Odder var oprindeligt en større landsby, men den er vokset i kraft af sin beliggenhed ved herregårdene Rodsteenseje og Rathlousdal samt mange vandmøller, der var tidligere tiders industrianlæg.
Den første skole blev oprettet i 1741 på foranledning af godsejeren fra Rodsteenseje. Skoleholderen hed Jens Jensen Aadder. Der blev bygget et 6 fags bindingsværkshus ved indgangen til kirken, og det stod til omkring 1850, hvor det menes nedbrændt.
Den første privilegerede kro i Hads Herred blev opført i Odder i 1742. I 1850 fik man bevilling til at holde marked 2 gange om året – det blev senere udvidet til 4 og 6 gange. I forbindelse med ansøgningen om marked søgte man om hjælp til at grave en kanal fra Norsminde til Kildegården i den nordøstlige ende af den daværende by, men henvendelsen blev ikke besvaret, og Odder blev ikke havneby.

### Tvenstrup Kirke
Tvenstrup Sogn var anneks til Odder og lå lidt nord for byen. Det blev allerede i 1674 ved kongelig reskript bevilget, at kirken måtte nedrives, og materialerne benyttes til Odder Kirke. Sognefolkene fik dog overtalt Admiral Jens Rodsteen til, at de kunne beholde kirken mod selv at holde den ved lige, og den blev bevaret indtil 1820, da den var blevet for forfalden. Den "gyldne" altertavle, som indtil 1645 stod i Odder Kirke, kom på foranledning af pastor Niels Blicher til Nationalmuseet.

### Indbyggertal for Odder Sogn
- 1769 – 926
- 1801 – 1.239
- 1840 – 2.117
- 1860 – 2.429
- 1880 – 2.931
- 1901 – 4.231
- 1921 –
- 1940 – 5.987
- 1950 – 6.726
- 1960 – 6.953
- 1970 -
- 1980 – 9.076
- 1990 – 10.148
- 1995 – 10.490
- 2000 – 10.779
- 2005 – 11.643